# Weißmantel-Springaffe
Der Weißmantel-Springaffe oder Weiße Springaffe (Plecturocebus pallescens, Syn.: Callicebus pallescens) ist eine Primatenart aus der Unterfamilie der Springaffen innerhalb der Familie der Sakiaffen (Pitheciidae).

## Merkmale
Weißmantel-Springaffen ähneln stark den Weißohr-Springaffen, mit denen sie nahe verwandt sind und als deren Unterart sie früher galten. Es sind relativ kleine Primaten mit einer Kopfrumpflänge von rund 30 Zentimetern und einem Gewicht von rund einem Kilogramm. Das Fell ist sehr lang und flauschig, es ist schmutzigweiß bis hellgrau gefärbt. Der lange, buschige Schwanz wird länger als der Körper, er kann wie bei allen Springaffen nicht als Greifschwanz fungieren.

## Verbreitung und Lebensraum

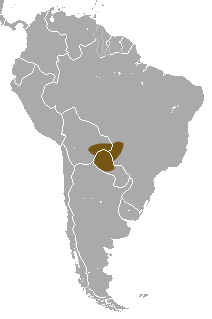
Verbreitungsgebiet (braun)

Weißmantel-Springaffen haben das südwestlichste Verbreitungsgebiet aller Springaffen. Es umfasst die Gran-Chaco-Region im südöstlichen Bolivien und dem westlichen Paraguay sowie das Pantanal in Brasilien (Mato Grosso do Sul). Ihr Lebensraum sind verschiedene Waldtypen.

## Lebensweise
Über die Lebensweise der Weißmantel-Springaffen ist wenig bekannt, vermutlich stimmt sie mit der der übrigen Springaffen überein. Springaffen sind tagaktive Baumbewohner, die sich auf allen vieren oder springend durch das Geäst fortbewegen. Sie leben in streng monogamen Familiengruppen, die ein festes Revier bewohnen. Mit Duettgesängen weisen die Tiere Gruppenfremde auf ihr Territorium hin, verteidigen es aber nötigenfalls auch. Ihre Nahrung besteht vorwiegend aus Früchten, daneben nehmen sie auch Blätter und andere Pflanzenteile sowie manchmal Insekten zu sich. Die Väter beteiligen sich intensiv an der Jungenaufzucht, sie tragen das Kind und geben es der Mutter nur zum Säugen.

## Gefährdung
Weißmantel-Springaffen haben ein relativ großes Verbreitungsgebiet, von dem Teile in geschützten Nationalparks liegen. Zwar werden sie mancherorts wegen ihres Fleisches bejagt, insgesamt ist die Art laut IUCN aber nicht gefährdet.